# Incantatore di serpenti

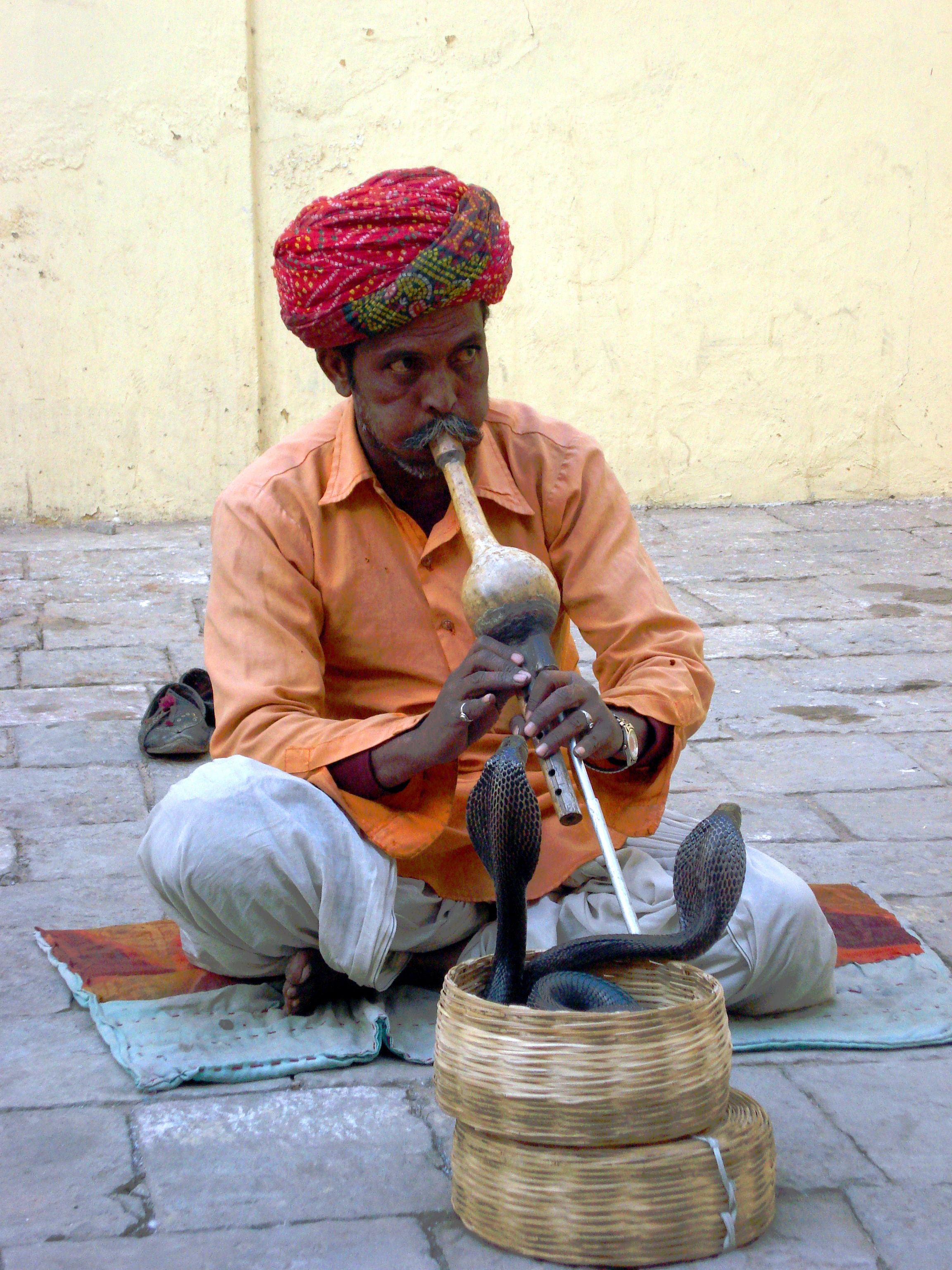
Incantatore di serpenti a Jaipur nel 2007

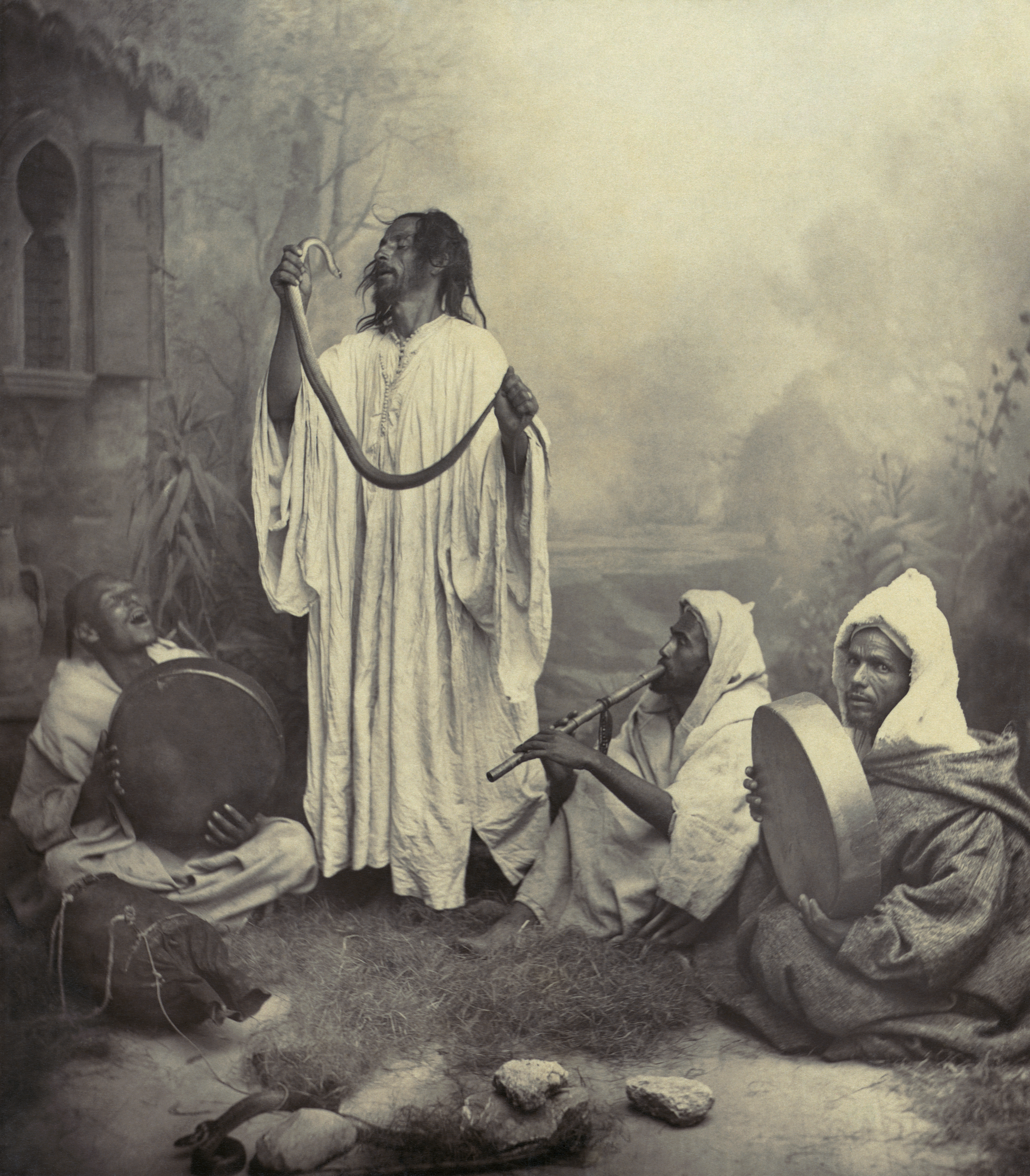
Incantatori di serpenti in Marocco alla fine del XIX secolo.

L'incantatore di serpenti è una tecnica che sembra ipnotizzare un serpente suonando uno strumento chiamato pungi. La pratica è nota in India dove sono chiamati Saperas, in altri paesi asiatici come il Pakistan o il Bangladesh e per i paesi del Nordafrica come Egitto, Marocco e Tunisia. I serpenti utilizzati dall'incantatore solitamente includono varie specie di cobra, sebbene vengano utilizzate anche alcune vipere.

## Storia
Una delle prime testimonianze di incantatori di serpenti appare nella Bibbia nel Salmo (58:3-5):
"I malvagi partono dalla nascita, i bugiardi si perdono non appena nascono. Il suo veleno è come quello di un serpente, come quello di un serpente sordo che non sente, che non risponde ai maghi, o di un esperto di incantatori di serpenti."
L'antico Egitto era la patria di molti incantatori di serpenti, anche se la tecnica odierna probabilmente è nata in India.

## Descrizione
Gli incantatori di serpenti spesso camminano per le strade delle città con i loro serpenti in cesti o vasi appesi a un palo di bambù sulle spalle. Gli incantatori coprono questi contenitori con dei panni tra una performance e l'altra. L'abbigliamento in India, Pakistan e paesi limitrofi è solitamente lo stesso: turbante, orecchini e collane di conchiglie o perle. Una volta che l'artista trova un posto soddisfacente in cui sistemarsi, ci mette sopra pentole e cestini (spesso con l'aiuto di un team di assistenti o apprendisti) e si siede a gambe incrociate sul pavimento di fronte a un cesto. Rimuove il coperchio e poi inizia a suonare lo strumento noto come pungi.
Come assorbito dalla melodia, il serpente emerge finalmente dal contenitore.

## Nella pittura
Dedicati al tema il pittore Jean-Léon Gérôme ha realizzato il quadro L'incantatore di Serpenti e Paul-Désiré Trouillebert ha dipinto Le Charmeur de Serpent (L'incantatrice di Serpenti).